# Bolsjaja Laba
Bolsjaja Laba (russisk: Больша́я Лаба́) er en flod i Krasnodar kraj og republikken Karatjajevo-Tjerkessien i Rusland. Den er en biflod fra venstre til Kuban, og er 214 km lang, med et afvandingsområde på 12.500 km².
Floden har sit udspring på nordskråningerne af det vestlige Kaukasus. Den munder ud i Kuban i byen Ust-Labinsk. Floden bruges til vanding og tømmerflådning. Den er også velegnet til rafting.
Foruden Ust-Labinsk ligger også byerne Kurganinsk og Labinsk ved Bolsjaja Laba.